# Merogaz
Merogaz (latinsko Merogaisus, francosko Ragaise) je bil zgodnji frankovski kralj, ki je bil skupaj s svojim sovladarjem Askarikom najzgodnejši dokumentirani frankovski vladar. Omenjajta Evtropij in Eumenij ter Panegyrici latini (anonimni VI in VII). Bil je sovražnik Rimskega cesarstva. 
O Merogazu je malo znanega. Bil je morda iz plemenu Brukterov. Okoli leta 306 sta on in Askarik vdrla na rimsko ozemlje, vendar ju je  prestregel in porazil cesar Konstantin Veliki. Oba je vrgel zverem v amfiteatru v Augusta Treverorum (današnji Trier). Njunemu porazu je sledila podreditev Brukterov. 
Merogaz in Merobavd sta bila morda ena od prvih predstavnikov Merovingov.

## Vir
- Arnold Hugh Martin Jones, John Robert Martindale, John Morris: Merogaisus. V: The Prosopography of the Later Roman Empire (PLRE). Band 1, Cambridge University Press, Cambridge 1971, ISBN 0-521-07233-6, str. 599.